# Capelleta de la Mare de Déu del Roser
La Capelleta de la Mare de Déu del Roser és una obra de Sant Joan de les Abadesses (Ripollès) inclosa a l'Inventari del Patrimoni Arquitectònic de Catalunya.

## Descripció
A la façana de la casa de Guillamet i vora el balcó hi ha un nínxol de la Mare de Déu del Roser. Fa un corba cap endins de la façana, mentre l'exterior té una mica de lleixa per la part inferior, des d'on pugen dues columnes rectes que donen suport a una coberta trapezoïdal. Dins hi ha una petita Mare de Déu del Roser de les de guix d'Olot i dos gerros d'ornamentació.

## Història
L'existència d'aquest nínxol de la Mare de Déu del Roser sembla que ja fou construït quan veren fer la casa de Can Guillemet, el segle xix, i el seu propietari fou un capellà. El llibre escrit el 1912 per Danés i Vernedas esmenta que a la vila hi ha dues imatges de la Mare de Déu del Roser, una situada a Can Blanxart i l'altre, encara que el llibre no especifica on era col·locada l'altre, se suposa que havia de ser aquesta. Per la guerra la imatge va haver d'ésser entregada al Comitè per ser destruïda així com varen tapiar el nínxol. Un cop acabada la guerra civil es refer el nínxol i es va tornar a posar la susdita imatge de la Verge.